# Kolašac
Kolašac (serb. Колашац) – wieś w Chorwacji, w żupanii szybenicko-knińskiej, w gminie Kistanje. W 2011 roku liczyła 50 mieszkańców.